# Orobanche benkertii
Orobanche benkertii är en snyltrotsväxtart som beskrevs av Rätzel och Uhlich. Orobanche benkertii ingår i släktet snyltrötter, och familjen snyltrotsväxter. Inga underarter finns listade i Catalogue of Life.